# Austrian International 1973
Die Austrian International 1973 als offene internationale Meisterschaften von Österreich im Badminton fanden vom 24. bis zum 25. November 1973 in Bregenz statt. Es war die sechste Austragung der Titelkämpfe.

## Sieger und Platzierte
| Disziplin    | Gold                          | Silber                                  | Bronze                                  |
| ------------ | ----------------------------- | --------------------------------------- | --------------------------------------- |
| Herreneinzel | Gregor Berden                 | Stane Koprivšek                         | Otto Eckhardt                           |
| Herreneinzel | Gregor Berden                 | Stane Koprivšek                         | Hermann Fröhlich                        |
| Dameneinzel  | Vita Bohinc                   | Elisabeth Wieltschnig                   | Britta Kirchhofer                       |
| Dameneinzel  | Vita Bohinc                   | Elisabeth Wieltschnig                   | Lučka Križman                           |
| Herrendoppel | Gregor Berden Stane Koprivšek | Hermann Fröhlich Rudolf Holzinger       | Leopold Bauer Alfred Kohlhauser         |
| Herrendoppel | Gregor Berden Stane Koprivšek | Hermann Fröhlich Rudolf Holzinger       | Dieter Hofer Alfred Hofer               |
| Damendoppel  | Vita Bohinc Lučka Križman     | Brigitte Reichmann Elisabeth Schechtner | Britta Kirchhofer Gertrude Gröss        |
| Damendoppel  | Vita Bohinc Lučka Križman     | Brigitte Reichmann Elisabeth Schechtner | H. Stingl Elisabeth Wieltschnig         |
| Mixed        | Hermann Fröhlich Lore König   | Gregor Berden Lučka Križman             | Alfred Kohlhauser Elisabeth Wieltschnig |
| Mixed        | Hermann Fröhlich Lore König   | Gregor Berden Lučka Križman             | Günther Jann Martha Lichtblau           |

## Finalresultate
| Disziplin    | Sieger                        | Finalist                                | Ergebnis          |
| ------------ | ----------------------------- | --------------------------------------- | ----------------- |
| Herreneinzel | Gregor Berden                 | Stane Koprivšek                         | 10–15, 15–4, 15–8 |
| Dameneinzel  | Vita Bohinc                   | Elisabeth Wieltschnig                   | 11–5, 11–0        |
| Herrendoppel | Gregor Berden Stane Koprivšek | Hermann Fröhlich Rudolf Holzinger       | 18–15, 15–8       |
| Damendoppel  | Vita Bohinc Lučka Križman     | Brigitte Reichmann Elisabeth Schechtner | 15–11, 15–3       |
| Mixed        | Hermann Fröhlich Lore König   | Gregor Berden Lučka Križman             | Keine Daten       |